# マンスリーTV
『マンスリーTV』は、2013年10月2日から2015年1月5日まで放送されていた日本テレビの単発特別番組枠。

## 番組内容
- 日本テレビの番組スタッフが新たな番組を持つべく、面白い企画を持ち込み、放送するものである。
- 2015年1月5日を以て放送は終了したが、同年4月6日からは、事実上の後継番組、『ネクストブレイク』が放送開始。

## 放送された番組

### 2013年
| 10月2日-10月16日 | NexT                                  | 全3回        |
| 11月6日-11月27日 | D-NEXT                                | ドラマ 全4回 |
| 12月4日 12月12日 | CAMERUNAWAY〜監視カメラに映らず盗め〜 |              |
| 12月25日         | 愛の小遣いカセギ                      | 30分拡大     |

### 2014年
| 2月5日          | ミヤブレ!ジョーカー                                        |              |
| 2月12日         | ハケンのMC                                                 |              |
| 2月26日         | ファンタク（FAN×TACTICS）                                  |              |
| 2月26日         | 鶏が先か卵が先か                                           |              |
| 3月5日-3月26日  | コントな奴ら                                               | 全4回        |
| 4月3日 4月10日  | 人生終了クイズ                                             |              |
| 4月17日-5月1日  | イケメン美女と過ごす夜                                     | 全3回        |
| 5月8日          | メダリストのDNA 〜未来のスター 3つの条件〜                 |              |
| 5月15日 5月22日 | アスリートに学ぶ！HOW TO ポジティブ                        |              |
| 5月29日         | STEP〜夢を叶えるための一歩〜                               |              |
| 6月12日 6月19日 | tweet LOVE                                                 |              |
| 6月26日-8月21日 | セーラー服と宇宙人（エイリアン）〜地球に残った最後の11人〜 | ドラマ 全9回 |
| 8月28日 9月4日  | ダイエット・ヴィレッジ                                     |              |
| 9月18日         | 神の通信簿                                                 |              |
| 9月25日         | ミュージックアレンジバトル！歌編                           |              |
| 10月6日         | ミスキャスト〜ありえない人が！ありえないロケに！〜         |              |
| 10月20日        | Q人募集 〜レア体験した人がクイズを出題〜                   |              |
| 10月27日        | 東京天罰団 〜それを言っちゃあオシマイよ〜                  |              |
| 11月3日         | その定番に異議あり!                                        |              |
| 11月10日        | オレメンタリー                                             |              |
| 11月17日        | 村にひな壇がやってきた                                     |              |
| 11月24日        | 上田晋也のはじまりの日 〜私が○○した日〜                    |              |
| 12月8日         | 不幸美女                                                   |              |
| 12月15日        | ザキヤマのアヤツルー！                                     |              |

### 2015年
| 1月5日 | 世直し無法者 |  |